# Патрік Нгугі Ньороге
Патрік Нгугі Ньороге — народився в Кенії 1961 року. Кенійський економіст, банкір і 9-й голова Центрального банку Кенії.

## Передумови та освіта
З 1973 по 1976 рік здобув освіту в кенійській середній школі.
З 1977 до 1978 року навчався в коледжі Стратмора.
В 1979 році вступив до університету в Найробі, де отримав ступінь бакалавра, а пізніше і магістра мистецтв з економіки.
З 1987 по 1993 рік навчався в Єльському університеті, отримав звання доктора філософських наук з економіки.
З жовтня 1985 року по серпень 1987 року, після закінчення навчання він працював у Найробі на посаді офіцера з планування в Міністерстві планування Кенії.
З березня 1993 р. до грудня 1994 р. після закінчення аспірантури, обіймав посаду економіста Кенійського міністерства фінансів
З квітня 1995 р. по жовтень 2005 р. він працював у Міжнародному валютному фонді (МВФ) міста Вашингтон, округ Колумбія, спочатку економістом, а згодом - став старшим економістом.
З листопада 2005 року по грудень 2006 року він отримав посаду керівника місії МВФ у Домініці. Потім він обіймав посаду заступника начальника управління департаменту фінансів МВФ з грудня 2006 року до грудня 2012 року, вже з грудня 2012 року до червня 2015 року, він був радником заступника керуючого директора МВФ.
Після проходження ним перевірки19 червня 2015 року парламентським комітетом з питань фінансів, торгівлі та планування його було обрано головою Центрального банку Кенії.
У листопаді 2018 року Ньороге мав змогу вступити до Спеціальної групи ООН з питань цифрового фінансування цілей сталого розвитку, співголовою якої були Марія Рамос та Ахім Штайнер.

## Інші види діяльності
- Міжнародний валютний фонд (МВФ), екс-офіцер, член Ради директорів [4]
- Рада з фінансової стабільності (ФСБ), член Регіональної консультативної групи з питань Африки на південь від Сахари [5]

## Релігійні погляди
Ньороге є римо-католицьком.
Входить до релігійної організації Опус Деі, Діло Боже (лат. Opus Dei, Praelatura Sanctae Crucis et Operis Dei, повна назва Прелатура Святого хреста і Діло Боже) — світська католицька організація консервативного спрямування 

## Дивись також
- Центральний банк Кенії
- Економіка Кенії
- Кенійський шилінг

## Зовнішні посилання
- Домашня сторінка Центрального банку Кенії